# Bagalkot
För andra betydelser, se Bagalkot (olika betydelser).
Bagalkot (kannada: ಬಾಗಲಕೋಟೆ)är en stad i Bagalkotdistriktet i norra delen av den indiska delstaten Karnataka. Folkmängden uppgick till 111 933 invånare vid folkräkningen 2011.